# Malinoa
Малиноа (ориг. име: Malinois)  је један од варијетета белгијског овчара, а у односу на остале варијетете, најзаступљенији је на нашим просторима. Име малиноа потиче од речи Малинес, француског назива за Мехелен, одакле потиче овај пас. Остали варијетети су гренендал, лакеноа и тервирен.
Међународна кинолошка федерација, аустралијски национални кинолошки савез, канадски кинолошки савез, кинолошки савез Велике Британије и уједињени кинолошки савез признају белгијског овчара као једну расу са четири варијетета.
Амерички кинолошки савез и новозеландски кинолошки савез признају малиноу (као и остале варијетете белгијског овчара) као засебне расе.

## Основно
- Мужјак
  - Висина од 61 до 66 цм
  - Тежина од 25 до 30 кг
- Женка
  - Висина од 56 до 61 цм
  - Тежина од 20 до 25 кг

## Карактеристике пса

### Нарав
Белгијски овчар је веома интелигентан и послушан пас, са одличним инстинктом за заштиту и осећајем за простор. Потребна му је добра социјализација да не би постао преосетљив и стидљив. Заштита је његов основни инстинкт, па га треба, још док је штене навикавати на људе и друге псе. Треба да буде члан породице и погрешно је да живи у кућици за псе, нарочито ако му породица није на оку. Овај овчар захтева искусног власника, строгог, али не и грубог. Ако сте груби, биће непослушан и одбијаће да слуша команде. Власник треба да искаже поуздан, природни ауторитет над псом и да постави доследна и јасна правила понашања.
Белгијски овчари су радни пси. Уколико му не дајемо обавезе, због своје способности и интелигенције, они сами себи проналазе задатке. Одлични су на задацима у полицији и као пси за заштиту. Ипак, могу да буду изузетни кућни љубимци ако имају газду који зна како да заокупи њихов ум и да му буде добар вођа. Превише су опрезни и одани. Нежни су са децом, ако се на време навикну на њих. Будите опрезни када га упознајете са другим псима и осталим животињама, јер уме да буде прилично неповерљив и да искаже доминантно понашање, нарочито ако није добро социјализован. Власник треба да му покаже да доминантност и агресивност нису пожељне особине. Потребан му је свакодневни тренинг и шетње како не би постао деструктиван и презахтеван. Изузетно је енергичан и високо интелигентан, па лако и брзо учи. Често исказује праве особине овчарског пса, јури у круг сатима или штипа људима стопала, па га морате учити да то друго не ради.
Како је белгијски овчар веома захтеван пас по питању тренинга и васпитања, од става власника зависи да ли ће ваш пас исказати агресивност или не. Пре него што се одлучите за ово штене, требало би да се посаветујете са неким ко већ има такво искуство. Одлучите се за њега само ако знате како да будете ”алфа” свом псу.

### Општи изглед (ФЦИ стандард)[9]
- Општи изглед: Хармонично грађен пас средњих пропорција, интелигентан, отпоран, навикнут на живот у слободи, способан да опстане у свим годишњим и оштрим климатским условима.

Хармонија телесног облика и поносно ношење главе, одају утисак елегантне робустности, која је наследна особина ове радне расе паса. На основу урођене способности за рад, као чувар стада поседује пуно вредан квалитет одличног овчара куће и имања. Он је у случају потребе, без узмицања, тврдоглав и жустар заштитник свог господара. Он је будан и опрезан, а његова живахност и истраживачка нарав показују интелигенцију.
- Глава: Обликована карактеристично, не претерано дуга, сува. Лобања и њушка су приближно исте дужине. Њушка срне бити и нешто дужа, али да не мења општи утисак.
- Носна печурка: Црна, са добро отвореним ноздрвама.
- Њушка: Средње дуга и ка носу се равномерно сужава. Носник је раван посматрано са стране, паралелан је са линијом лобање. Отвор њушке велики и „далек".
- Усне: Танке, напето прилежуће и јако пигментисане. Црвенило слузокожа не сме бити видљиво.
- Образи: Суви, прилично равни, ипак добро мишићави.
- Зубало: Вилице су са јаким белим правилним зубима који су постављени дубоко у добро образоване вилице. Маказасто зубало при чему секутићи горње вилице без размака належу на оне из доње. Толерише се и кљештасто зубало, коме пастири дају предност.
- Стоп: Средње, али ипак видљиво, обликован.
- Надочни лукови: Нису истурени напред. Испред очију њушка мора бити добро обликована видљивим удубљењем.
- Лобања: Средње широка и у доброј пропорцији према дужини главе. Чело је више равно него заобљено. Средишња линија благо наглашена. Посматрано са стране линија лобање паралелна са носником.
- Очи: Средње велике, нити упале, нити буљаве. Благо бадемасте, браонкасте боје, по могућству тамне. Очни капци црно оивичени. Поглед је директан, живахан, бистар, испитујући.
- Уши: Високо усађене, једнакостранично троугласте и напето усправне одговарајуће њиховој величини. Усна шкољка добро заобљена у бази.
- Врат: Добро одвојен, благо издужен, ка плећкама се шири. Без фанона.
- Потиљак: Благо заобљен.
- Предње ноге: Снажне кости, суви и снажни мишићи.
- Плећке: Дуге, косе, равно прилежуће и са надлактицом чине потребан угао који лактовима омогућава слободну покретљивост.
- Надлактица: Треба да се покрећу тачно у смеру дуже осе тела.
- Подлактице: Дуге и добро мишићаве.
- Дошапља: Снажна и кратка. Зглоб је сув и без трагова рахитиса.
- Шапе: Округласте, прсти добро заобљени и прилежу уско један уз другог. Јастучићи чврсти и еластични. Нокти тамни и јаки.
- Тело: Снажно без тежине. Код мужјака дужина тела (мерено од раменог зглоба до седне кврге) одговара висини гребена. Женке смеју бити нешто дуже.
- Предгруди: Посматрано од напред не тако широке, ипак не смеју бити уске.
- Груди: Средње широке, ипак треба да су дубоке као код свих животиња, велике издржљивости.
- Грудни кош је у горњем делу сачињен од добро заобљених ребара.
- Гребен: Јасно изражен.
- Горњал линија (леђа и слабине): Равна, широка и добро мишићава.
- Стомак: Средње развијен, нити опуштен, нити хртолик. Хармонично продужава доњу линију грудног коша.
- Сапи: Веома благо падајуће, не претерано широке.
- Задње ноге: Снажне, без незграпности. Морају се кретати у истој равни као и предње ноге. Постављене су вертикално ка земљи.
- Бутине: Широке и снажно мишићаве. Колени зглоб лежи приближно вертикално испред кука.
- Потколеница: Дуга, широка, мишићава. Скочни зглоб довољно, ипак не претерано углован. Широки скочни зглобови треба да су, што је могуће, ниже постављени, добро мишићави. Посматрано од позади треба да су потпуно паралелни.
- Дошапља: Чврста и кратка. Заперци нису пожељни.
- Шапе: Округласте, до благо овалне. Прсти заобљени и леже уско један уз другог, јастучићи дебели и еластични. Нокти тамни и снажни.
- Реп: Добро усађен, у основи дебео и средње дуг. У мировању висеће ношен и у висини скочних зглобова, на свом крају прави благ завијутак у назад. У кретању ношен подигнуто а завијутак на врху се исправи. Не срне да прави удицу или да има пострано одступање.
- Длака
  - Маска: Она мора бити јединствена црна зона на горњим и доњим уснама, углу усана и очним капцима.
  - Малиноа: Дозвољена је само лавља боја са карбонизираним крајевима и црна маска.
- Особине длаке: Длака је код белгијских, овчара различите дужине, распореда и грађе. При томе то означава разлике између различитих варијетета. Код свих варијетета длака мора бити богата, густа и добре структуре. Заједно са поддлаком чини одличан заштитни омотач.
- Кожа: Еластична али напето прилежућа уз тело. Видљиве слузокоже су јако пигментисане,
- Величина: Пожељна величина је просечно 62 цм за мужјака и 58 цм за женке. Одступање од 2 цм на доле или 4 цм на горе је дозвољено.
- Кретање: Живахно неусиљено, осваја простор, колико је то могуће. Белгијски овчар је стално у кретању и делује неуморно. При свом необузданом темпераменту пре нагиње кретању у круговима, него у равној линији.

Свако одступање од горе наведеног сматра се грешком, чије оцењивање стоји у тачној сразмери са степеном изражености.
- Карактер: Плашљивост или агресивност.
- Печурка, усне, капци: Трагови недостатка пигмента.
- Зубало: Благи подгриз.
- Очи: Светле
- Плећке: Исувише стрме.
- Задње ноге: Слабе, стрм угао скочног зглоба.
- Шапе: Раширени прсти
- Реп: Исувише високо ношен, удичаст реп, у страну ношен.
- Длака: Недостатак поддлаке.
- Боја: Сива, лавља боја недовољно „топла" или испрана. Измењена маска.

Дисквалификација
- Зубало: Изражен подгриз или предгриз. Недостатак једног Пл не узима се у обзир, али зато недостатак 2xПл или једног другог премолара повлачи лошију оцену, а мањак 3П, без обзира на руесто, или недостатак два молара повлачи дисквалификацију.
- Уши: Обешене уши и оне са којима је нешто манипулисано.
- Реп: Недостајући или купиран реп, урођена безрепост или радикално купиран реп.
- Боја: Беле ознаке осим на грудима и прстима. Код тервирена и малиное недостајућа маска.
- Карактер: Претеча одбојност или претерана агресивност, као и сувише нервозан или плашљив пас. При оцењивању предност се даје мирном и одважном понашању.

Мере
Код средње развијеног мужјака од 62 цм у гребену:
- Висина гребена 62 цм
- Дужина тела 62 цм
- Обим груди (иза лактова) је најмање 75 цм
- Дубина груди 31 цм
- Одстојање од земље до груди 31 цм
- Дужина главе 25 цм
- Дужина њушке 12,5–13 цм

## Нега и здравље
Белгијски овчар подноси услове затвореног простора, ако се довољно шета. Потребно је да има двориште на располагању. Одговара му хладнија клима, али се адаптира и на топлоту. Може да живи напољу, али ће радије боравити са својом породицом. Веома је активан, потребно му је што више шетње и тренинга. Длаку повремено треба четкати, а купање избегавати. Лиња се прилично два пута годишње.
Белгијски овчар је веома отпоран пас и нема већих здравствених проблема. Ретко се могу јавити: кожне алергије, проблеми са очима, дисплазија кукова и лактова.